# Planolocha obliquata
Planolocha obliquata là một loài bướm đêm trong họ Geometridae.